# Weinried

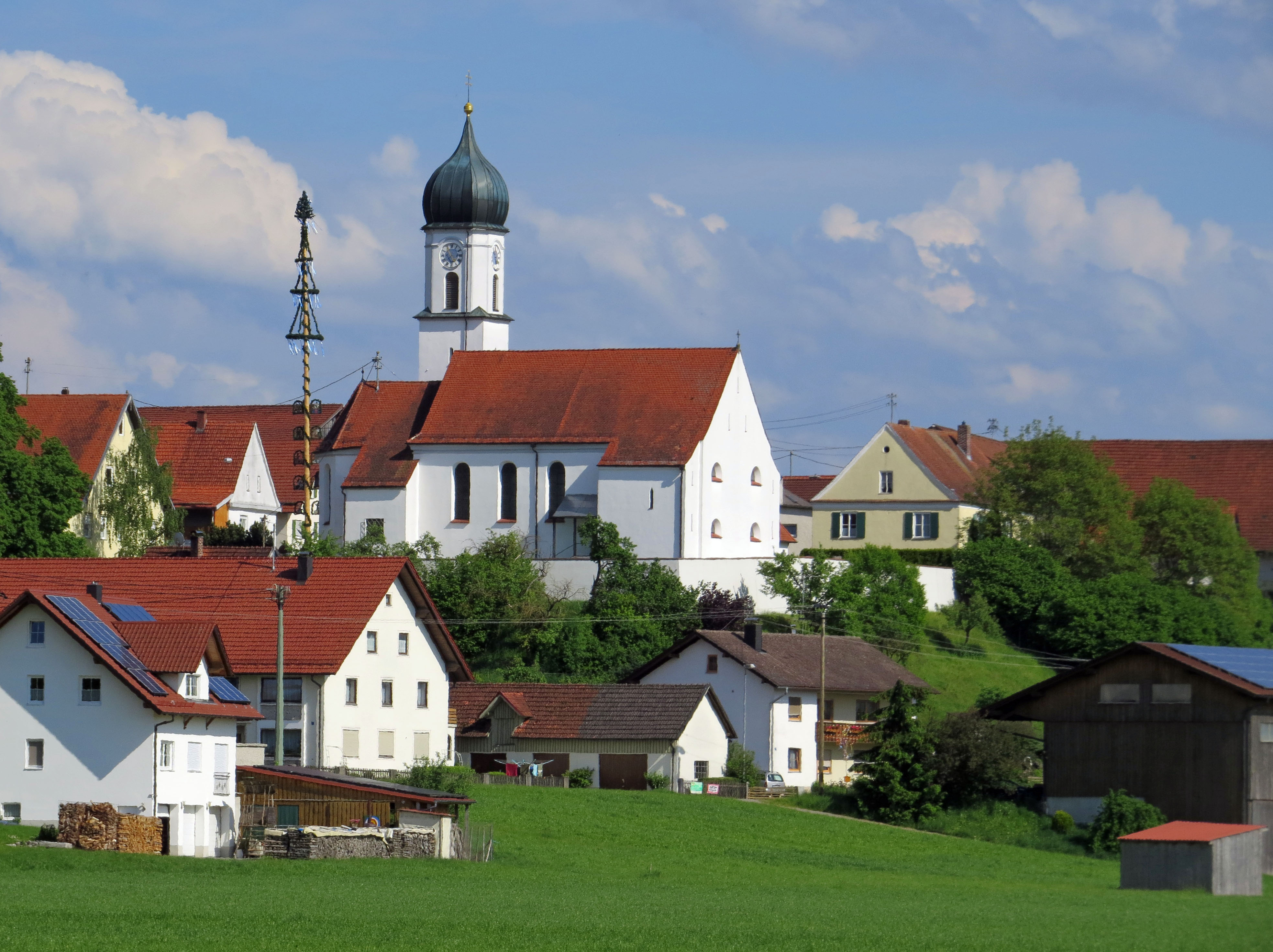
Weinried von Nordwesten

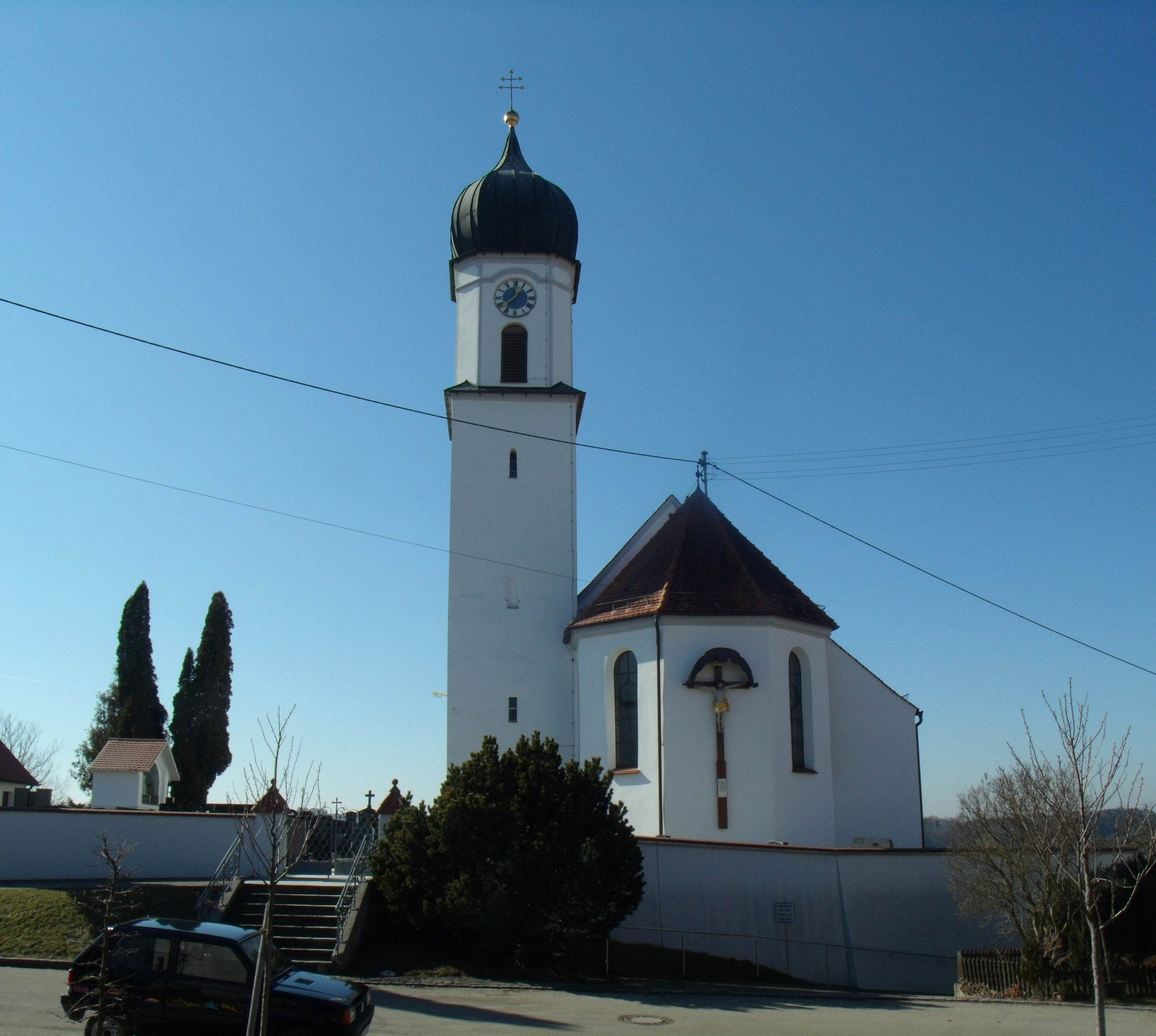
St. Laurentius und Vitus

Weinried ist ein Ortsteil der oberschwäbischen Gemeinde Oberschönegg im Landkreis Unterallgäu. Es ist auch unter dem Namen Siebenhügeldorf bekannt, da man vom Pfarrdorf eine gute Sicht auf sieben Erhebungen der näheren Umgebung hat.

## Geografie
Weinried liegt etwa drei Kilometer nordwestlich vom Hauptort Oberschönegg und zwei Kilometer südöstlich von Babenhausen an der Günz. Mit dem Hauptort ist Weinried durch die Kreisstraße MN 8 verbunden.

## Geschichte
Erstmals urkundlich erwähnt wurde Weinried am 15. April 1275. Nach dieser Urkunde erwarben Heinrich und Wilhelm von Weinried ein Gut im Dorf Biberen bei Roggenburg. Das Dorf war bereits seit dem frühen 13. Jahrhundert als Lehen der Pfalzgrafen von Tübingen in den Besitz der Babenhauser Herrschaft gekommen. 1315/1331 kam das Dorf an Konrad von Thoenstein und seine vier Söhne. An Wigger von Mindelberg kam das Pfarrdorf 1363. Im Jahre 1378 hatte Albrecht von Rechberg das Dorf inne. Im Bauernkrieg schlossen sich die Weinrieder Bauern dem Roten Fähnlein an. Ab 1538/39 waren die Fugger zu Babenhausen bis zur Säkularisation 1806 die Ortsherren des Dorfes. Die Leibeigenen mussten, als Frondienst Wein aus Franken nach Babenhausen transportieren. Aus dem Herrschaftswald wurden den Beständnern der Ehaften und der Gemeindeschmiede Holz kostenlos zur Verfügung gestellt. Weinried war Hauptsitz der Babenhauser Weberzunft. Das Dorf erlangte für die Fugger durch das für Oberschwaben typische Weberhandwerk wirtschaftliche Bedeutung. Im Weberhaus, auch Xaveribauer genannt, waren 28 Gesellen beschäftigt. 1616 wurde eine Sägemühle erwähnt. Das erste Schulhaus gab es 1762 am Ort. Durch die Wirren des Dreißigjährigen Krieges und die Pest standen in den Jahren 1634 und 1635 insgesamt 27 Häuser leer. Die noch 82 Seelen setzten sich aus zehn intakten Familien, zwölf Witwern, vier Witwen und 46 Kindern zusammen. 1806 wurde Weinried bayerisch. In den beiden Weltkriegen wurden insgesamt 40 Weinrieder getötet, zehn wurden vermisst.
Am 1. Mai 1978 wurde das bis dahin selbständige Weinried in die Gemeinde Oberschönegg eingegliedert.

## Sehenswürdigkeiten
Die barocke Kirche St. Laurentius und Vitus wurde 1670 bis 1680 erbaut. Daneben gibt es das klassizistische Gasthaus Zum Stern und das Kuratenhaus südlich der Kirche. Unter Denkmalschutz stehen auch die Ölbergkapelle, die Kapelle „Am Mühlbach“ und die ehemalige Schule.
Siehe auch: Liste der Baudenkmäler in Weinried.